# Mestranol/noretinodrel
Enovid o Enavid és el nom comercial de la primera pídola anticonceptiva oral. Va ser desenvolupada per G. D. Searle & Company. És la combinació dels compostos químics mestranol i noretinodrel. Inicialment enavid només es comercialitzava per als problemes de la menstruació. La Food and Drug Administration dels Estats Units va aprovar la seva aplicació com a contraceptiu el 9 de març de 1961. Just uns pocs mesos abans, el 1961, va ser aprovada com contraceptiu al Regne Unit on es va comercialitzar sota el nom d'Enavid.
L'Enovid es va deixar de fabricar el 1988, junt amb altres anticonceptius de primera generació amb alt contingut d'estrogens.